# Preston Palace
Preston Palace is een All-inclusive Family Resort in Twente, gelegen in Almelo. Preston Palace is gevestigd in het voormalig Prinses Irene Ziekenhuis. Dit is omgebouwd tot all-inclusive resort met uitgaanscentrum. De naam is afgeleid van Almelo's partnergemeente Preston in het Verenigd Koninkrijk, bovendien loopt de naar deze stad vernoemde Laan van Preston langs de achterkant van het complex.

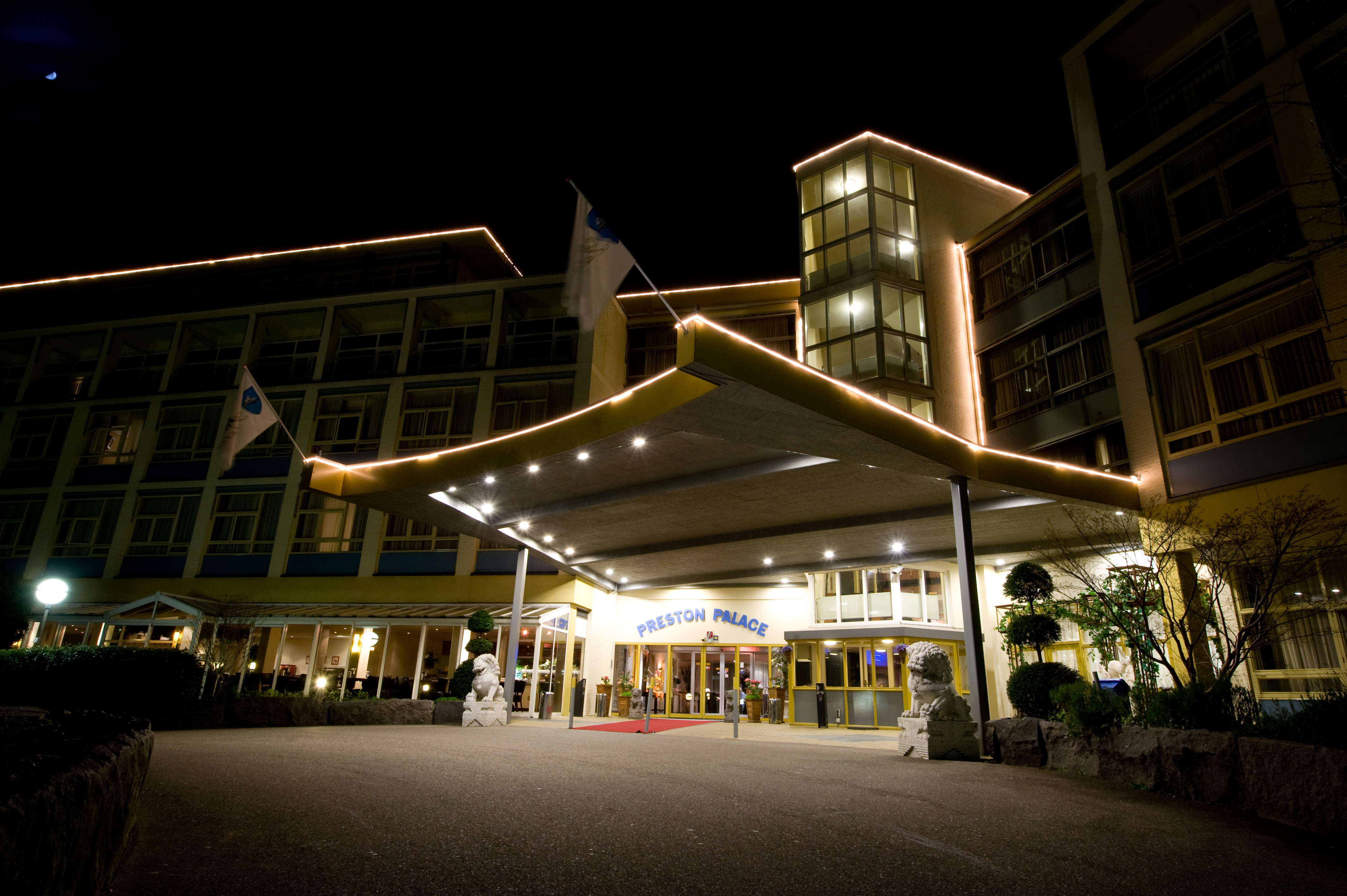
Ingang in 2008

Het leegstaande voor de sloop bestemde Prinses Irene Ziekenhuis werd in 1987 door de gemeente Almelo verkocht aan ondernemer Hennie van der Most. In mei 1990 werd het uitgaanscentrum geopend, het hotel-restaurant volgde in 1992. Er kwam in 1997 ook een zwembad met saunacomplex en een hal vol kermisattracties. Het hotel beschikt over bijna 1000 bedden. Het bedrijf werkt volgens het all-inclusive-principe. Met meer dan 600 werknemers behoort de onderneming tot de grootste werkgevers van Twente.
Preston Palace werd door de oprichter in 2011 verkocht aan het management van het bedrijf. Het management past sinds de overname een nieuwe visie en missie toe. De strategie werd door de drie nieuwe eigenaren aangepast. Veel onderdelen van Preston Palace werden vernieuwd of nieuw toegevoegd. In 2019 werd Carlo Slag als DGA de hoogste bestuurder.
Na de corona-crisis in 2020 is het concept gewijzigd in een All-in Family Resort. Er is meer animatie en entertainment door een eigen showteam. Voor het eerst in 25 jaar kwam er in het zwembad een waterglijbaan.